# Onthophagus squalidus
Onthophagus squalidus là một loài bọ cánh cứng trong họ Bọ hung (Scarabaeidae).